# Yann Bodiger
Yann Bodiger (Sète, 9 febbraio 1995) è un calciatore francese, centrocampista del Ceuta.

## Caratteristiche tecniche
È un regista classico, dotato di visione di gioco e forza atletica.

## Statistiche

### Presenze e reti nei club
Statistiche aggiornate al 6 maggio 2018.
| Stagione        | Squadra         | Campionato      | Campionato | Campionato | Coppe nazionali | Coppe nazionali | Coppe nazionali | Coppe continentali | Coppe continentali | Coppe continentali | Altre coppe | Altre coppe | Altre coppe | Totale | Totale |
| Stagione        | Squadra         | Comp            | Pres       | Reti       | Comp            | Pres            | Reti            | Comp               | Pres               | Reti               | Comp        | Pres        | Reti        | Pres   | Reti   |
| --------------- | --------------- | --------------- | ---------- | ---------- | --------------- | --------------- | --------------- | ------------------ | ------------------ | ------------------ | ----------- | ----------- | ----------- | ------ | ------ |
| 2014-2015       | Tolosa          | L1              | 10         | 0          | CF+CdL          | 0               | 0               | -                  | -                  | -                  | -           | -           | -           | 10     | 0      |
| 2015-2016       | Tolosa          | L1              | 22         | 1          | CF+CdL          | 1+3             | 0+1             | -                  | -                  | -                  | -           | -           | -           | 26     | 2      |
| 2016-2017       | Tolosa          | L1              | 29         | 1          | CF+CdL          | 1+2             | 0               | -                  | -                  | -                  | -           | -           | -           | 32     | 1      |
| 2017-2018       | Tolosa          | L1              | 7          | 0          | CF+CdL          | 1+1             | 0               | -                  | -                  | -                  | -           | -           | -           | 9      | 0      |
| 2018-gen. 2019  | Tolosa          | L1              | 1          | 0          | CF+CdL          | 0+1             | 0               | -                  | -                  | -                  | -           | -           | -           | 2      | 0      |
| Totale Tolosa   | Totale Tolosa   | Totale Tolosa   | 69         | 2          |                 | 10              | 1               |                    | -                  | -                  |             | -           | -           | 79     | 3      |
| gen.-giu. 2019  | Córdoba         | SD              | 14         | 0          | CR              | 0               | 0               | -                  | -                  | -                  | -           | -           | -           | 14     | 0      |
| Totale carriera | Totale carriera | Totale carriera | 83         | 2          |                 | 10              | 1               |                    | -                  | -                  |             | -           | -           | 93     | 3      |

## Palmarès

### Club

#### Competizioni nazionali
- Segunda División: 1

Granada: 2022-2023